# Мир у Гвадалупе Идалгу
Мир у Гвадалупе Идалгу (енгл. Treaty of Guadalupe Hidalgo) био је мировни споразум између САД и Мексика, којим је окончан Мексичко-амерички рат (1846—1848).

## Позадина
Узрок рата била је тежња САД да помере западне границе на Пацифик ради трговине са Далеким истоком, и агресивни став робовласника Југа који су тражили нове територије. Иако је Тексас већ 1836. прогласио независност, признату од низа држава, Мексико га је сматрао својом територијом, а анексију од стране САД децембра 1845, објавом рата.
Америчко-мексички рат (1846—1848) био је рат неједнаких противника: на страни САД биле су предности наоружања, опреме, организације и обучености. Мексиканци су трпели пораз за поразом: у току 1846. Американци су освојили Калифорнију и Нови Мексико, а 14. септембра 1847. пала је и престоница, град Мексико.

## Споразум
У предграђу окупираног Мексико Ситија (шп. Guadalupe Hidalgo) потписан је мир 2. фебруара 1848, којим су САД добиле Нови Мексико и Калифорнију, док је америчка анексија Тексаса добила мексичко признање.